# Тали, Ану
Ану Тали (эст. Anu Tali; род. 18 июня 1972) — эстонский дирижёр.

## Биография
Окончила Таллинскую музыкальную школу как пианистка. С 1995 года училась дирижированию в Академии имени Сибелиуса у Йормы Панулы, затем занималась в Эстонской академии музыки (в том числе у Романа Матсова), наконец в 1998—2000 гг. завершила своё музыкальное образование в Санкт-Петербургской консерватории под руководством Ильи Мусина и Леонида Корчмара.
В 1997 году Тали основала молодёжный Эстонско-финский симфонический оркестр (эст. Eesti-Soome Sümfooniaorkester), в дальнейшем расширенный за счёт приглашения музыкантов из в общей сложности 15 стран и переименованный в Северный симфонический оркестр. Коллектив даёт ежегодно пять концертов и записал к настоящему времени два диска, первый из которых (2002) включал премьерные записи оркестровых сюит Вельо Тормиса «Океан» и «Полёт лебедя». Второй альбом включает произведения Яна Сибелиуса, Сергея Рахманинова и Эркки-Свена Тююра. Директором оркестра является сестра-близнец дирижёра Кадри Тали.
В 2004 году удостоена эстонской Премии молодому деятелю культуры.